# NXT TakeOver: Fatal 4-Way
NXT TakeOver: Fatal 4-Way – gala wrestlingu z cyklu gal NXT TakeOver, wyprodukowana przez WWE dla zawodników brandu rozwojowego NXT. Odbyła się 11 września 2014 w Full Sail University w Winter Park na Florydzie. Była transmitowana na żywo za pośrednictwem WWE Network.
Podczas gali odbyło się siedem walk, z czego jedno starcie nie zostało wyemitowane (był to tzw. dark match). Walką wieczoru był tytułowy Fatal 4-Way match o NXT Championship; wzięli w nim udział mistrz NXT Adrian Neville, Sami Zayn, Tyler Breeze oraz Tyson Kidd.
Gala otrzymała pozytywne opinie krytyków. Larry Csonka, redaktor serwisu o tematyce sportowej 411mania.com, ocenił galę na 7 punktów w skali dziesięciopunktowej. Średnia ocen wszystkich walk gali przyznanych przez Wrestling Observer Dave’a Meltzera wyniosła 2,69 gwiazdki. Najwyższą ocenę otrzymała czteroosobowa walka wieczoru – magazyn przyznał temu starciu 4½ gwiazdki na 5 możliwych.

## Produkcja

### Przygotowania
Dzięki popularności i dobremu odbiorowi wcześniejszych gal specjalnych rozwojowego brandu NXT (Arrival oraz TakeOver) WWE zadecydowało o zorganizowaniu kolejnej gali NXT na WWE Network. Podczas odcinka NXT z 21 sierpnia 2014 producent brandu Triple H ogłosił, że druga gala TakeOver (pl. przejęcie) odbędzie się 11 września tego samego roku. Po ogłoszeniu walki wieczoru, będącej Fatal 4-Way matchem o NXT Championship, gala otrzymała podtytuł Fatal 4-Way. Posunięcie to zapoczątkowało cały cykl gal zarezerwowanych jedynie dla NXT, które miała łączyć wspólna nazwa – NXT TakeOver.
Podczas odcinka Raw, tuż przed TakeOver: Fatal 4-Way, Adrian Neville i Sami Zayn zmierzyli się w walce drużynowej z Tylerem Breezem i Tysonem Kiddem. Występ zawodników NXT na tygodniówce głównego rosteru miał na celu wypromowanie TakeOver.
NXT TakeOver: Fatal 4-Way oferowało walki profesjonalnego wrestlingu z udziałem różnych wrestlerów z zaplanowanych przez bookerów rywalizacji i storyline’ów, które były kreowane na tygodniówce NXT. Wrestlerzy byli przedstawieni jako heelowie (antagoniści, negatywni, źli zawodnicy i najczęściej wrogowie publiki) i face’owie (protagoniści, pozytywni, dobrzy i najczęściej ulubieńcy publiki), którzy rywalizują pomiędzy sobą w seriach walk mających budować napięcie. Punktem kulminacyjnym rywalizacji są walki na galach PPV lub serie pojedynków.

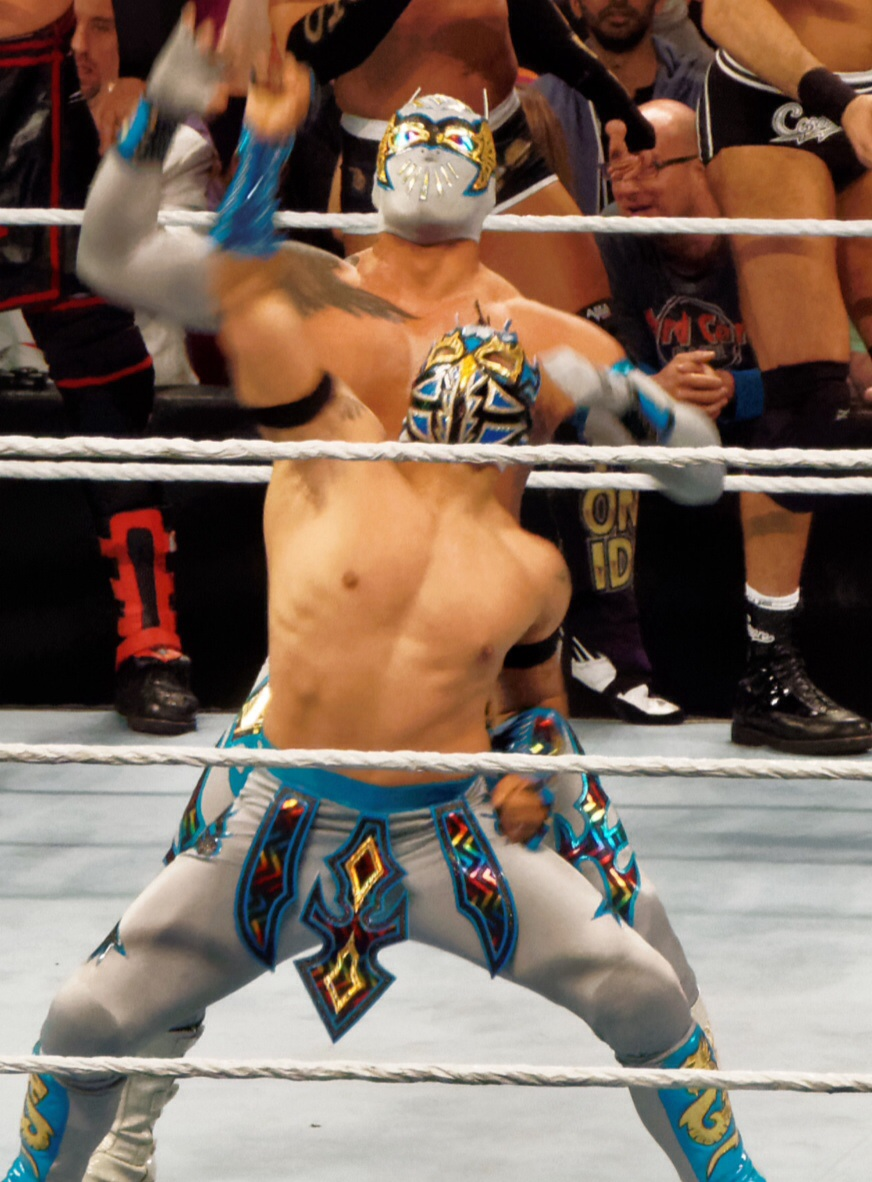
The Lucha Dragons wygrali turniej o prawo walki z mistrzami drużynowymi.

### Rywalizacje

#### The Ascension vs. The Lucha Dragons
Rywalizacja między Kalisto a drużynowymi mistrzami NXT The Ascension (Konnorem i Viktorem) rozpoczęła się w maju 2014. Tworząc tag team z El Localem, Kalisto walczył przeciwko Ascension na NXT TakeOver; z konfrontacji zwycięsko wyszli heelowscy mistrzowie. Po zakończeniu współpracy z Localem Kalisto połączył siły z Sin Carą, tworząc The Lucha Dragons. Nowa drużyna dołączyła do turnieju o miano pretendentów do tytułów mistrzowskich. Pokonując Blake’a i Murphy’ego oraz Samiego Zayna i Adama Rose’a, Lucha Dragons dostali się do finału turnieju, w którym zwyciężyli The Vaudevillains (Aidena Englisha i Simona Gotcha). Triple H zapowiedział, że zwycięzcy turnieju otrzymają szansę odebrania NXT Tag Team Championship z rąk Ascension na nadchodzącym TakeOver.

#### Bull Dempsey vs. Mojo Rawley
31 lipca Bull Dempsey połączył siły z Mojo Rawleyem w walce z debiutującą drużyną The Mechanics (Scott Dawson i Dash Wilder); mimo drobnych sprzeczek i widocznej niechęci do siebie Dempsey i Rawley zdołali pokonać przeciwników. Wzięli udział w turnieju o miano pretendenckie do mistrzostw drużynowych, lecz odpadli już w pierwszej rundzie, po przegranej z The Vaudevillains. Po zakończeniu walki Dempsey zaatakował Rawley’ego, rozpoczynając rywalizację. Tydzień później Rawley wyzwał byłego tag team partnera na walkę na NXT TakeOver: Fatal 4-Way. Dempsey przyjął wyzwanie.

#### Enzo Amore vs. Sylvester Lefort
Podczas, gdy Enzo Amore zmuszony był pauzować z powodu kontuzji, jego tag team partner Colin Cassady rozpoczął rywalizację z Sylvestrem Lefortem i Marcusem Louisem. Lefort i Louis przeważali nad Cassadym do czasu powrotu Amore w lipcu 2014. Cassady i Amore wzięli udział w turnieju drużynowym, 21 sierpnia odpadli po przegranej z The Vaudevillains w półfinale. Po zakończeniu walki zostali zaatakowani przez Leforta i Louisa; szczególnie ucierpiał Enzo Amore – Sylvester Lefort wygolił mu część brody. Jeszcze tej samej nocy Amore wyzwał Leforta na Hair vs. Hair match, którego przegrany będzie musiał zgolić włosy. Tydzień później Louis przyjął wyzwanie w imieniu swojego tag team partnera.

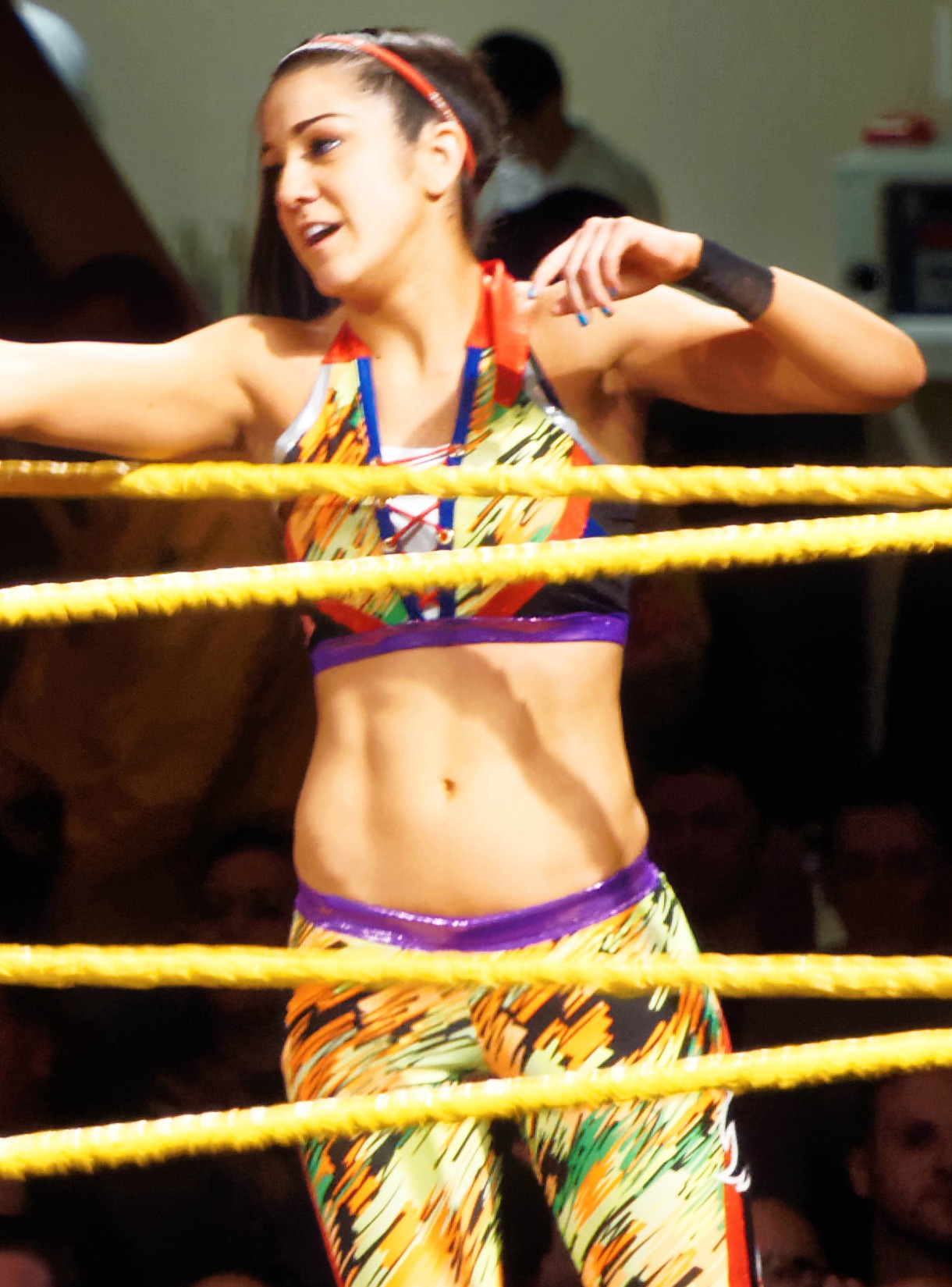
Bayley (na zdjęciu) rywalizowała z Charlotte od lipca 2013.

#### Charlotte vs. Bayley
Początki burzliwej relacji między Charlotte a Bayley sięgają lipca 2013. 17 lipca Charlotte pokonała Bayley w swojej walce debiutanckiej; dwa miesiące później zawodniczki połączyły siły, tworząc ruch oporu dla BBFs – Sashy Banks i Summer Rae. Na przekór Charlotte BBFs próbowały namówić Bayley do nawiązania współpracy. Ostatecznie, 13 listopada 2013, to Charlotte zdradziła partnerkę, rozpoczynając długotrwałą rywalizację. Bayley wzięła udział w turnieju o zawieszone NXT Women’s Championship, lecz została z niego wyeliminowana po przegranej z Banks. Turniej – i tym samym mistrzostwo – wygrała Charlotte, co zmobilizowało Bayley do starań o zdobycia szansy walki z nową mistrzynią. 10 lipca Bayley przegrała walkę o miano pretendenckie przeciwko Summer Rae, lecz otrzymała kolejną szansę już miesiąc później – 14 sierpnia pokonała Sashę Banks, zdobywając upragniony title shot. W kolejnych tygodniach mistrzyni próbowała zastraszyć pretendentkę. Tuż przed TakeOver, po kolejnej wygranej walce z Banks, Bayley skonfrontowała się z Charlotte; próbowała uścisnąć jej rękę, lecz mistrzyni odpowiedziała słowami „ostrzegałam cię” i wyjściem z ringu.

#### Fatal 4-Way o NXT Championship
Podczas NXT z 8 maja 2014 odbył się Battle Royal o miano pretendenckie do NXT Championship, będącego w posiadaniu Adriana Neville’a. Walka zakończyła się w kontrowersyjny sposób; trzej ostatni uczestnicy walki – Sami Zayn, Tyler Breeze oraz Tyson Kidd wypadli z ringu w tej samej chwili. Tydzień później zawodnicy zmierzyli się ze sobą w Triple Threat matchu, na szali którego stała szansa walki z mistrzem; ostatecznie starcie wygrał Kidd. Podczas NXT TakeOver Adrian Neville obronił mistrzostwo w pojedynku z Kiddem, natomiast Breeze pokonał Zayna w walce o miano pretendenckie.
Po gali Neville skonfrontował się z nowym pretendentem, a 12 czerwca po raz kolejny pokonał Kidda. W kolejnym tygodniu Zayn i Kidd połączyli siły, stając w szranki z The Ascension w walce o mistrzostwa drużynowe; w trakcie starcia Kidd wyszedł z ringu, pozostawiając partnera na pewną porażkę. 3 lipca Zayn został zaatakowany przez Kidda i Justina Gabriela, oprawcy wycofali się, gdy na pomoc Zaynowi wybiegł Adrian Neville. Tydzień później Kidd i Gabriel pokonali Zayna i mistrza NXT, lecz podczas kolejnego odcinka Zayn zmusił Kidda do poddania walki rewanżowej. 24 lipca Tyler Breeze przerwał pojedynek między Neville’em a Rusevem. Podczas następnego NXT rywale skonfrontowali się i wdali w drobną bójkę, z której zwycięsko wyszedł posiadacz mistrzostwa. 14 sierpnia pretendent wykorzystał wywalczoną szansę pojedynku z Neville’em, lecz starcie zakończyło się interwencją ze strony Tysona Kidda.
28 sierpnia Generalny Menedżer NXT William Regal ogłosił, że podczas kolejnej gali z cyklu TakeOver Neville będzie bronił tytułu mistrzowskiego w Fatal 4-Way matchu przeciwko Tysonowi Kiddowi, Tylerowi Breeze’owi oraz Samiemu Zaynowi. Jeszcze tej samej nocy Kidd i Breeze, mimo ciągłych sprzeczek, pokonali Neville’a i Zayna w starciu drużynowym. Po walce Zayn zaatakował wszystkich trzech rywali i stanął pośrodku ringu, świętując z należącym do Neville’a pasem mistrzowskim.

## Gala

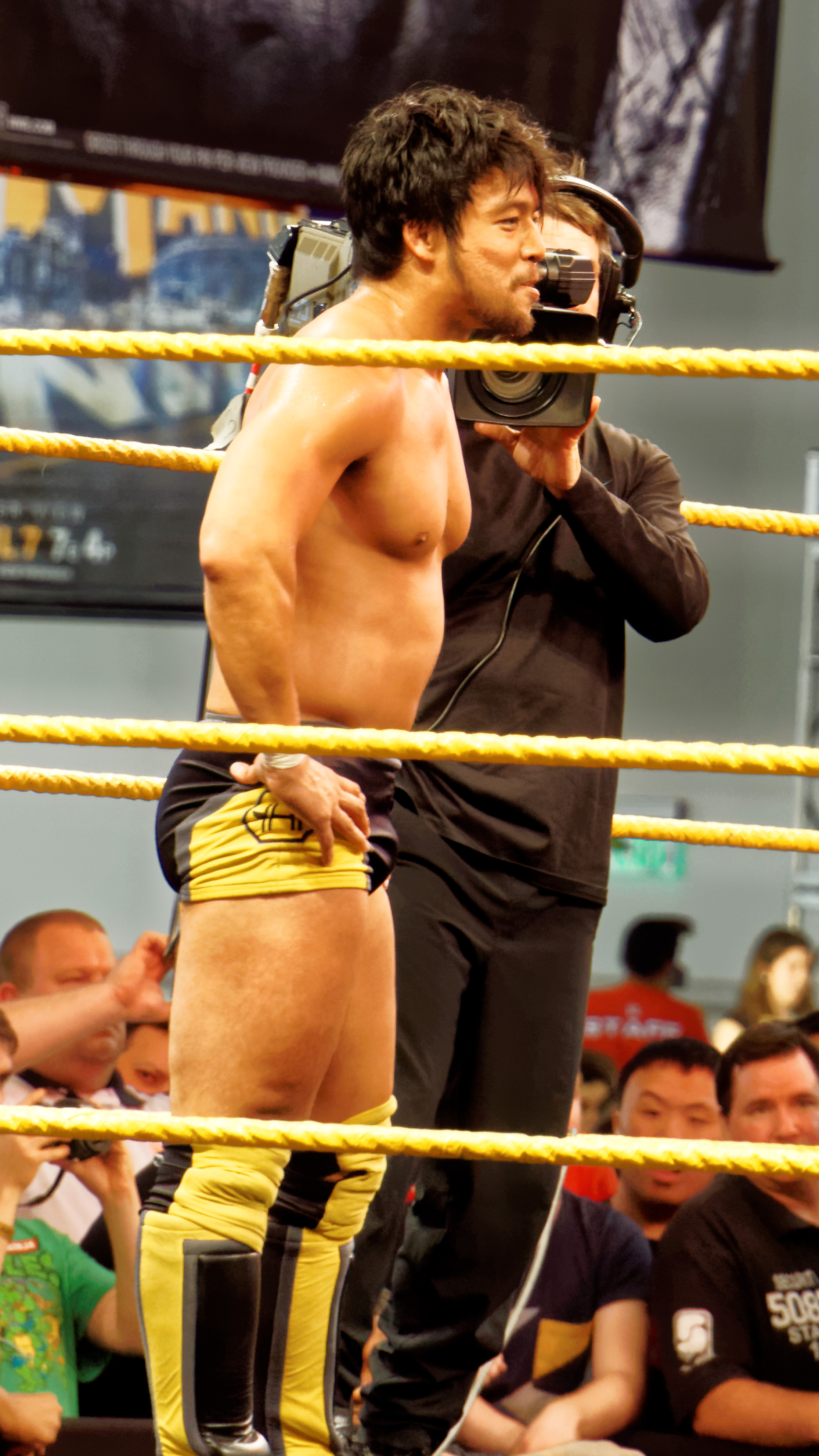
Hideo Itami zadebiutował podczas NXT TakeOver: Fatal 4-Way.

### Komentatorzy i pre-show
NXT TakeOver: Fatal 4-Way komentowali Tom Phillips, Byron Saxton oraz Renee Young, powinności konferansjerskie pełniła JoJo Offerman. W półgodzinnym panelu pre-show, odbywającym się przy wejściu do Full Sail University, zasiedli Renee Young, Alex Riley i Jason Albert. Specjalnymi gośćmi panelu byli Sasha Banks oraz Generalny Menedżer NXT William Regal. Wypowiedź Regala została przerwana przez nagłe wtargnięcie CJ Parkera; w odpowiedzi na wyrzuty zawodnika Regal zabookował walkę między Parkerem a losowym przeciwnikiem na późniejszą część gali. Hala została wyprzedana, na widowni zasiadło ponad 400 fanów.
Przed rozpoczęciem transmisji na żywo fani zgromadzeni na arenie mogli zobaczyć pojedynek między Paige a Becky Lynch; zwyciężczynią okazała się ta pierwsza. Tradycyjna czołówka WWE: Then, Now, Forever została przerobiona na potrzeby gali – wersja imitowała tytułowe przejęcie (ang. TakeOver) czołówki przez zawodników NXT. WWE już nigdy więcej nie użyło tej wersji czołówki w żadnym ze swoich programów. TakeOver rozpoczęło oddanie hołdu ofiarom zamachu z 11 września 2001 roku – konferansjerka JoJo Offerman odśpiewała The Star-Spangled Banner.

### Główne show
Główną część gali otworzyło starcie o NXT Tag Team Championship pomiędzy mistrzami The Ascension (Konnor i Viktor) a pretendentami do tytułów The Lucha Dragons (Kalisto i Sin Carą). Walkę rozpoczęli Viktor i Sin Cara; po przegranym starciu siłowym zamaskowany zawodnik zyskał przewagę, wykorzystując ataki akrobatyczne. Konnor odwrócił uwagę Sin Cary, co pozwoliło Viktorowi na wyrzucenie przeciwnika z ringu i odzyskanie dominacji. Mistrzowie znęcali się nad Sin Carą, dopóki ten nie uniknął chwytu i zmienił się z partnerem. Kalisto skontrował powerbomb Viktora, lecz jego próba przypięcia przeciwnika została przerwana przez drugiego z mistrzów. Lucha Dragons wyrzucili przeciwników poza ring i kolejno wykonali outside divy. Kalisto wniósł Viktora do ringu, lecz chwilę później został zaatakowany przez obu przeciwników. Zdołał uniknąć Fall of Man Ascension dzięki odwróceniu uwagi mistrzów przez Sin Carę, po czym wykonał finisher Salida del Sol na Viktorze i przypiął go, kończąc trwające 344 dni panowanie Ascension.

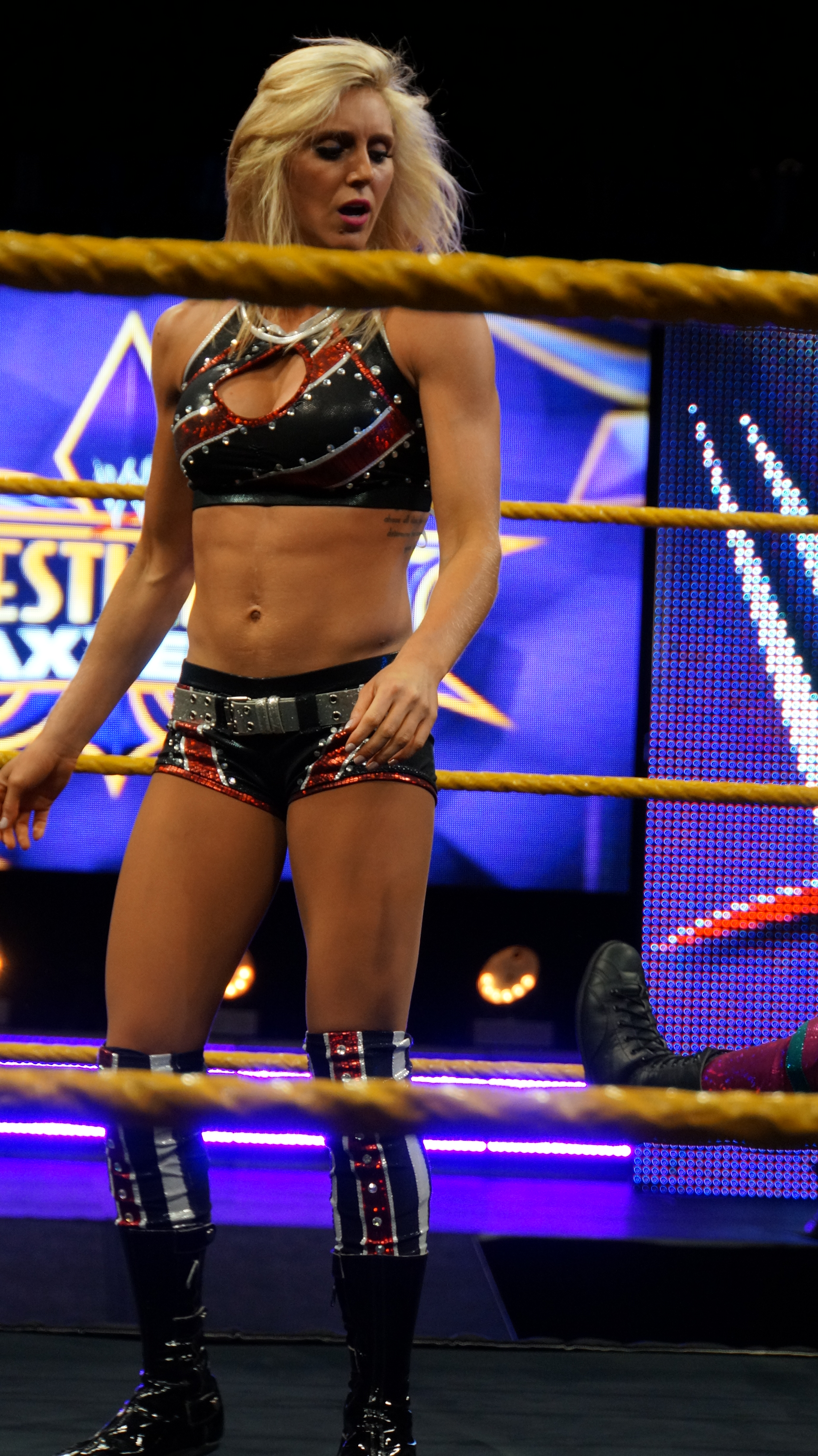
Charlotte (na zdjęciu) pokonała Bayley w walce o NXT Women’s Championship.

CJ Parker otrzymał żądaną walkę, a jego przeciwnikiem okazał się powracający do ringu Baron Corbin. Corbin wykonał na Parkerze widowiskowy clothesline oraz End of Days, po czym przypiął przeciwnika, kończąc 30-sekundowy pojedynek.
Enzo Amore zmierzył się z Sylvestrem Lefortem w Hair vs. Hair matchu. Na rampie postawiony został specjalny fotel fryzjerski, na którym przegrany walki miał zostać ogolony. W narożniku Amore stanął Colin Cassady z wiadrem kremu depilacyjnego, natomiast Leforta wspierał jego tag-team-partner Marcus Louis. Tuż przed rozpoczęciem pojedynku Amore i Cassady wygłosili promo obrażające Leforta. Starcie otwarła wymiana headlocków; po kilku minutach wyrównanej walki Lefort zdołał wypracować sobie przewagę. Amore skontrował jeden z ciosów przeciwnika, lecz chwilę później utracił prowadzenie przez interwencję Louisa. Colin Cassady wdał się w bójkę z Louisem; Amore wykorzystał zamieszanie poza ringiem i przypiął zdezorientowanego Leforta. Louis pomógł partnerowi uciec z ringu, lecz sam nie zdołał zbiec rywalom – Amore i Cassady wylali na niego wiadro kremu do depilacji.
Pomiędzy walkami Generalny Menedżer William Regal przedstawił fanom debiutującego w NXT Kentę. Zawodnik wygłosił promo w języku japońskim i ogłosił, że odtąd będzie używał pseudonimu „Hideo Itami”. Wypowiedź zawodnika przerwało The Ascension. Konnor i Viktor napadli na debiutanta, lecz Itami zdołał odeprzeć atak.
Bull Dempsey i Mojo Rawley spotkali się w brutalnym pojedynku; zawodnicy rozpoczęli bójkę jeszcze przed wybiciem gongu, wymieniali się przewagą, dopóki Rawley nie zaczął krwawić. Dempsey wykonał na nim headbutt z górnej liny i przypiął go, wygrywając pojedynek. Po zakończeniu walki Dempsey ponownie wykonał headbutt na krwawiącym przeciwniku.
Między starciami Enzo Amore i Colin Cassady, rozpoczęli poszukiwania Leforta i Louisa na zapleczu. Lefort ponownie zdołał uciec, lecz Louis, z ręcznikiem na głowie, został wyniesiony do ringu, gdzie otrzymał atomic drop od Cassady’ego. Zamiast wykonania ataku Amore zdjął ręcznik Louisa, ukazując wpół ogoloną głowę rywala i ośmieszając go na oczach fanów.
Posiadaczka NXT Women’s Championship Charlotte broniła tytułu mistrzowskiego w starciu z Bayley. Charlotte rozpoczęła starcie, oferując Bayley uścisk dłoni, ta jednak zignorowała mistrzynię i przeszła do chaotycznej ofensywy. Zawodniczki zaczęły wymieniać się ciosami; ostatecznie to Charlotte zyskała przewagę, używając nieczystych zagrań i ruchów charakterystycznych dla jej ojca – chopów i wariacji Figure-Four Leglocku. Raz po raz Bayley przerywała ofensywę mistrzyni, bezskutecznie próbując przypiąć Charlotte. Posiadaczka mistrzostwa przerwała atak i zaczęła prowokować przeciwniczkę, co doprowadziło do kolejnej wyrównanej wymiany ciosów. Zawodniczki wspięły się na narożnik; po krótkiej bójce Bayley zdołała wykonać na przeciwniczce hurricanranę z górnej liny, nie wystarczyło to jednak do zdobycia mistrzostwa. Próba wykonania Bayley-to-Belly zakończyła się kontrą i moonsaultem ze strony Charlotte. Mistrzyni wykończyła rywalkę, wykonując Natural Selection i przypinając ją.
Podczas gdy Charlotte świętowała wygraną, do ringu weszła Sasha Banks. Banks zaczęła naśmiewać się z Bayley i wkrótce zaczęła ją atakować. Po chwili namysłu Charlotte powstrzymała napaść, okazując szacunek Bayley.

### Walka wieczoru

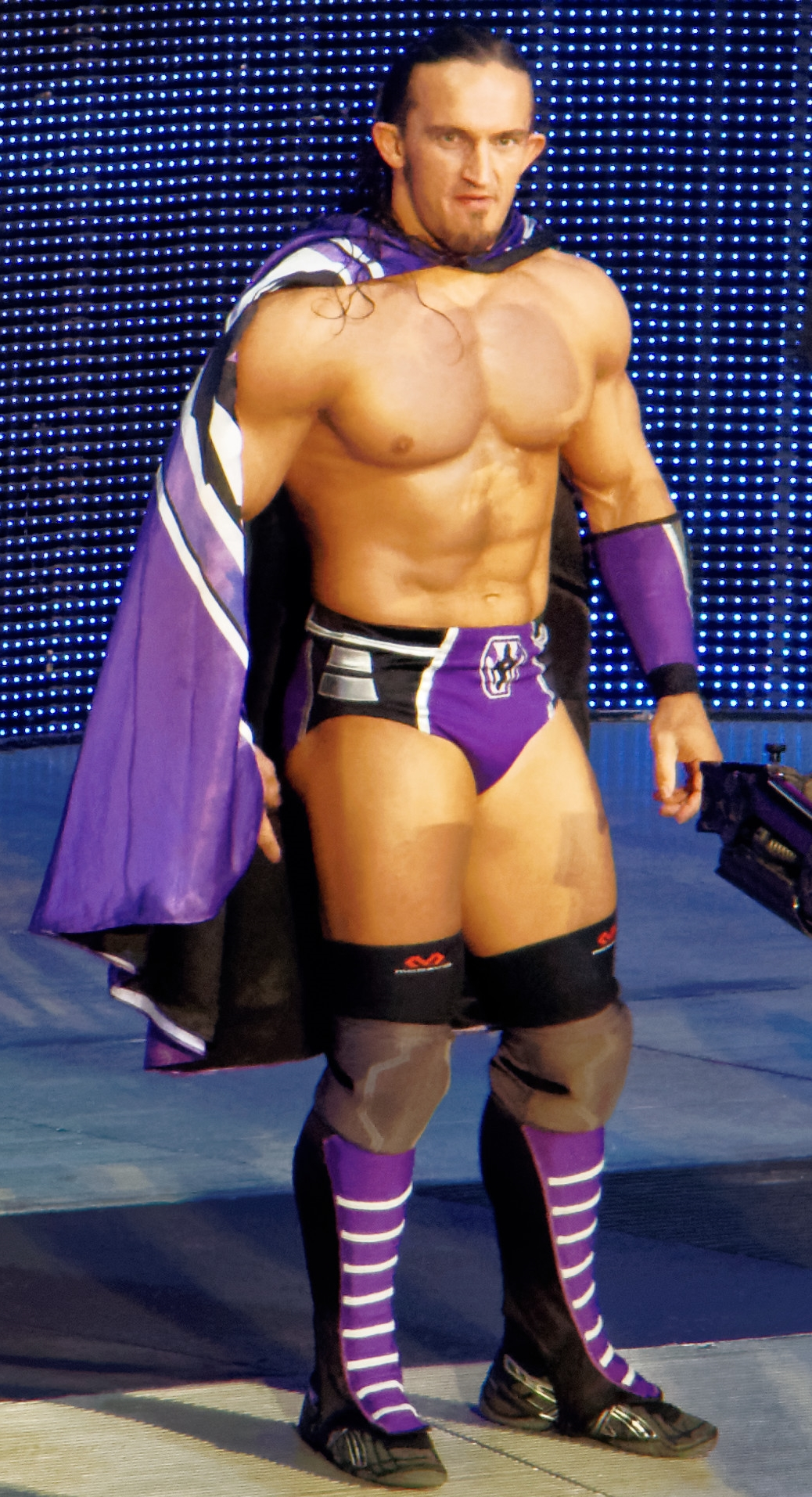
Zwycięzca walki wieczoru NXT TakeOver: Fatal 4-Way – Adrian Neville.

W walce wieczoru gali Adrian Neville bronił NXT Championship w Fatal 4-Way matchu przeciwko Tysonowi Kiddowi, Tylerowi Breeze’owi oraz Samiemu Zaynowi. Już na samym początku przeciwnicy rozdzielili się – Tyler Breeze skupił się na Samim Zaynie, natomiast Tyson Kidd i Adrian Neville zaczęli walczyć między sobą poza ringiem. Podczas bójki na zewnątrz ringu Zayn uderzył Breeze’a jego smartfonem, po czym zrobił sobie zdjęcie z fanami. Breeze i Kidd zaczęli współpracować ze sobą, na przemian atakując Neville’a i Zayna. Akcja przeniosła się na rampę, gdzie heelowie zaatakowali obu przeciwników podwójnymi supleksami. Kidd i Breeze wnieśli Zayna z powrotem do ringu, kontynuując jednostronną ofensywę i nie dopuszczając Neville’a do ringu. Breeze spróbował przypiąć Zayna, co doprowadziło do kłótni między heelami. Kidd wyrzucił Breeze’a z ringu i kontynuował napaść na Zayna.
Neville, wykorzystując skupienie Kidda na rywalu, w końcu dostał się na ring, co otworzyło mu drogę do ataku. Wraz z Zaynem wyrzucili antagonistów z ringu; Zayn próbował wykonać suicide dive, lecz został zablokowany przez atakującego moonsault Neville’a. Mistrz wrócił do ringu i rozpoczął pojedynek z Zaynem; przeciwnik zdołał skontrować jego atak, lecz próbę przypięcia przerwał Tyson Kidd. Po bójce na narożniku Neville i Breeze zostali wyrzuceni z ringu; Kidd wykonał swój finisher na Zaynie, lecz nie wystarczyło to do przypięcia przeciwnika. Tyler Breeze wykorzystał bójkę między rywalami, wykonując kolejno Beauty Shot, Supermodel Kick i dropkick na Zaynie, Kiddzie i Neville’u. Żaden z ruchów nie zagwarantował mu wygranej.
Breeze przeniósł mistrza na narożnik, po czym wraz z Kiddem próbował wykonać na nim superplex. Sami Zayn podbiegł do przeciwników i zrzucił wszystkich, wykonując powerbomb. Neville zdołał skontrować kolejny cios Zayna, po czym sam zaatakował moonsaultem z górnej liny. Breeze wyrzucił go z ringu i próbował ukraść wygraną, lecz Zayn nie dał się przypiąć. Kidd zapiął Sharpshooter na Breezie; w ostatniej chwili Neville złapał rękę Breeze’a, nie pozwalając mu na poddanie walki. Po wyrzuceniu mistrza i Tylera Breeze’a z ringu Sami Zayn wykonał Helluva Kick na Kiddzie. Neville przerwał liczenie, wyciągając arbitra poza ring, następnie wykonał superkick na Zaynie. Później wymierzył Kiddowi Red Arrow, przypiął go i zakończył 25-minutową walkę.
Galę zakończyło świętowanie Neville’a na tle Samiego Zayna, widocznie zawiedzionego zachowaniem przyjaciela.

### TakeOver Fallout
Po zakończeniu gali odbył się półgodzinny panel post-show, nazwany „TakeOver Fallout”; prowadzony był przez zespół komentatorski. Gościem specjalnym panelu była Bayley, której wypowiedź została przerwana przez Charlotte. Mistrzyni okazała rywalce szacunek, po czym zza zaplecza wyszła Sasha Banks. Trzy zawodniczki zaczęły się kłócić, wznawiając rywalizację. W panelu wzięli udział także Adrian Neville, Tyson Kidd, Enzo Amore i Colin Cassady (ci zostali wyzwani na walkę drużynową przez Sylvestra Leforta) oraz Lucha Dragons, którzy skonfrontowali się z The Ascension.

## Odbiór gali

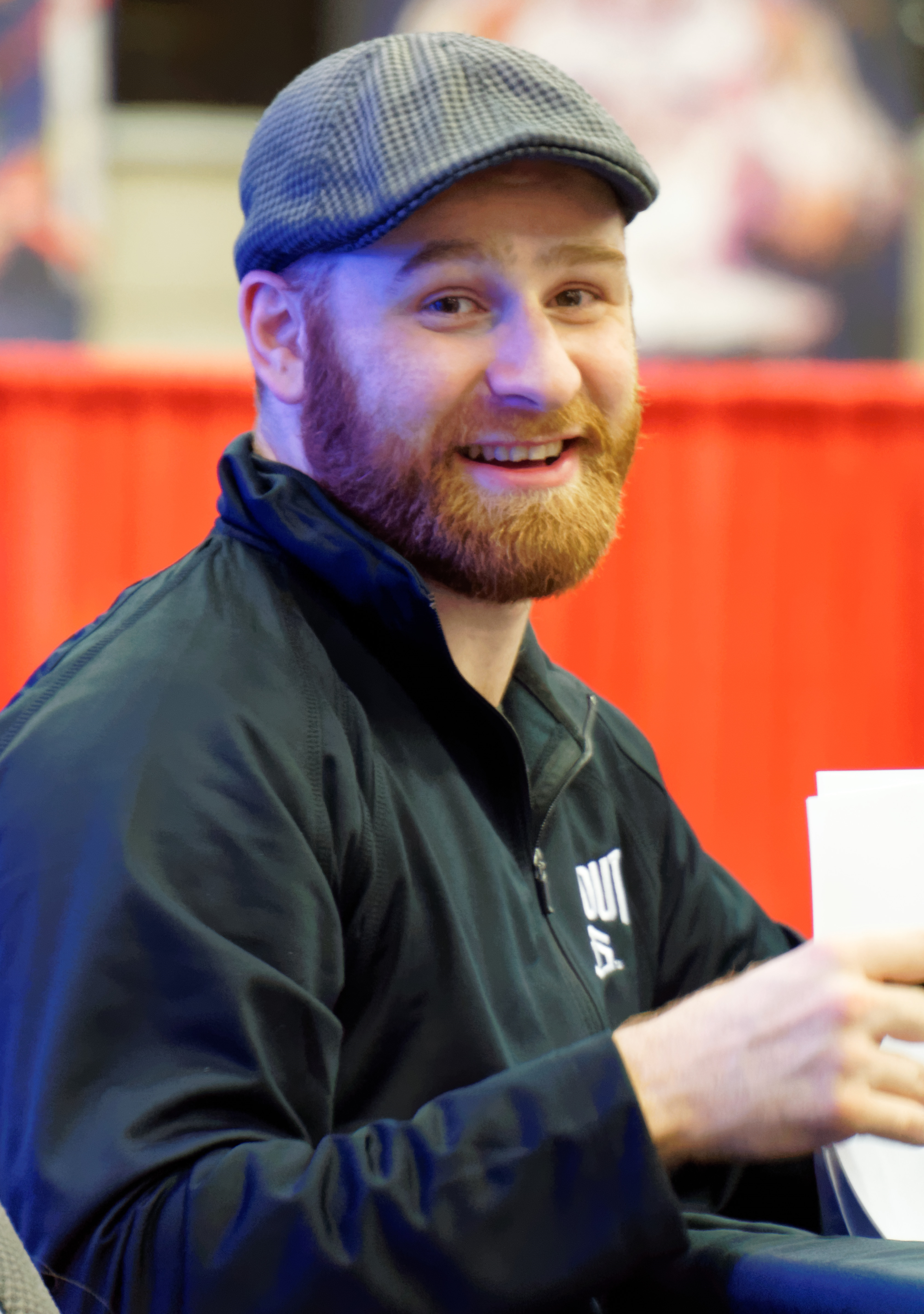
Sami Zayn – jeden z uczestników walki wieczoru TakeOver: Fatal 4-Way.

Gala otrzymała pozytywne i mieszane opinie krytyków, najczęściej chwalona była za czteroosobową walkę wieczoru.
James Caldwell z Pro Wrestling Torch pochwalił galę, a w szczególności Fatal 4-Way match o NXT Championship oraz walkę o NXT Women’s Championship. Stwierdził, że „gala była dobra jeszcze przed walką wieczoru, lecz ostatnie starcie wypadło tak dobrze, że WWE długo nie będzie w stanie przebić TakeOver”. Caldwell pochwalił umiejętności ringowe Kalisto, efektowny debiut Hideo Itamiego, brutalną bójkę między Mojo Rawleyem a Bullem Depseyem oraz sposób prezentacji Charlotte jako niepowstrzymanej mistrzyni. Za poniżej poziomu uznał walkę Enzo Amore z Sylvestrem Lefortem. Czteroosobową walkę wieczoru Caldwell uznał za najlepszą walkę całego roku, chwaląc zarówno akcję w ringu, jak i rywalizację prowadzącą do starcia.
Larry Csonka, redaktor serwisu o tematyce sportowej, 411mania.com, ocenił galę na 7 punktów w skali dziesięciopunktowej. Stwierdził, że pierwsza połowa wydarzenia była w porządku, pochwalił walkę kobiet i uznał, że Fatal 4-Way match spełnił jego oczekiwania. Mianem oczywistego problemu określił pojedynek Amore i Leforta – „walka nie była dobra i nie wywiązano się z założeń stypulacji. To jakiś nonsens, odebrano mi część przedstawienia”. Csonka uznał TakeOver: Fatal 4-Way za gorsze od dwóch poprzednich gal NXT i wyznał, że nieco zawiodły go walki z undercardu. Redaktor ocenił starcia gali w systemie pięciogwiazdkowym; najwyżej usytuował walkę wieczoru (4 gwiazdki), następnie pojedynek kobiet (3 gwiazdki), walkę drużynową (2½ gwiazdki), a najniżej – Hair vs. Hair match (1 gwiazdka). Pozostałe dwa starcia nie zostały ocenione.
Dylan Diot z 411mania.com przyznał wydarzeniu 6,5 punktu w skali dziesięciopunktowej i miano „przeciętnego”. Stwierdził, że gala NXT była krokiem w tył względem poprzednich dwóch. Redaktorowi nie podobał się nacisk na gimmicki zamiast czystego wrestlingu, stwierdził, że „bardziej przypominało to gale Raw i SmackDown niż poprzednie gale NXT”. Pochwalił jednak walkę wieczoru i debiut Hideo Itamiego. Diot również ocenił starcia w systemie pięciogwiazdkowym; Fatal 4-Way match otrzymał 3¾ gwiazdki, walka kobiet – 2½ gwiazdki, starcie drużynowe – 2¼ gwiazdki, Hair vs. Hair match – 1½ gwiazdki, natomiast pojedynek Dempseya i Rawley’ego –zaledwie ¼ gwiazdki.
Mike Smith z Daily DDT przedstawił galę w bardzo pozytywnym świetle – „Kolejne świetne show z dwiema walkami wieczoru. Charlotte i Bayley chciały ukraść show, a starcie o NXT Championship było klasą samą w sobie. Pozostałe walki również były atrakcyjne, a całość gali pokazuje dlaczego NXT uważane jest za najlepszy program w wrestlingu”. Smith ocenił Fatal 4-Way match na 4¾ gwiazdki na pięć możliwych, natomiast starcia o NXT Women’s Championship i NXT Tag Team Championship otrzymały od niego po 4 gwiazdki. Pozostałe walki nie zostały ocenione.
Średnia ocen wszystkich walk gali przyznanych przez Wrestling Observer Newsletter Dave’a Meltzera wyniosła 2,69 gwiazdki. Czasopismo najwyżej oceniło walkę wieczoru – przyznano jej 4½ gwiazdki na 5 możliwych. Ocenę 2¾ gwiazdki otrzymał pojedynek o NXT Women’s Championship, natomiast starcie drużynowe oceniono na 2¼ gwiazdki. Najniższą ocenę 1¼ gwiazdki otrzymał Hair vs. Hair match.
WWE.com umieściło Fatal 4-Way match o NXT Championship na czwartym miejscu listy 25 najlepszych walk 2014 roku. Czasopismo The Sportster umieściło starcie na trzecim miejscu własnej listy najlepszych walk w 2014.

## Wydarzenia po gali
Adrian Neville i Sami Zayn kontynuowali swoją rywalizację. Zmierzyli się podczas jednego z następnych odcinków NXT oraz na NXT TakeOver: R Evolution – kolejnej gali z cyklu TakeOver. Tyson Kidd powrócił do walk w głównym rosterze WWE. Tyler Breeze kontynuował występy w NXT, lecz przez następnych kilka miesięcy nie brał udziału w żadnym storylinie.
Charlotte, Bayley, Sasha Banks oraz Becky Lynch współpracowały i rywalizowały ze sobą w tygodniach po TakeOver, kontynuując długotrwały scenariusz. Charlotte i Sasha Banks walczyły przeciwko sobie podczas kolejnego TakeOver. Wszystkie Horsewomen zmierzyły się ze sobą w czteroosobowej walce o NXT Women’s Championship na TakeOver: Rival, lecz i to starcie nie zakończyło ostatecznie rywalizacji, która ucichła dopiero po przeniesieniu Banks, Charlotte i Lynch do głównego rosteru WWE w lipcu 2015.
The Lucha Dragons rozpoczęli rywalizację z nowymi pretendentami do tytułów – The Vaudevillains, natomiast The Ascension obrali sobie za cele Hideo Itamiego oraz debiutanta Finna Bálora.

## Wyniki walk

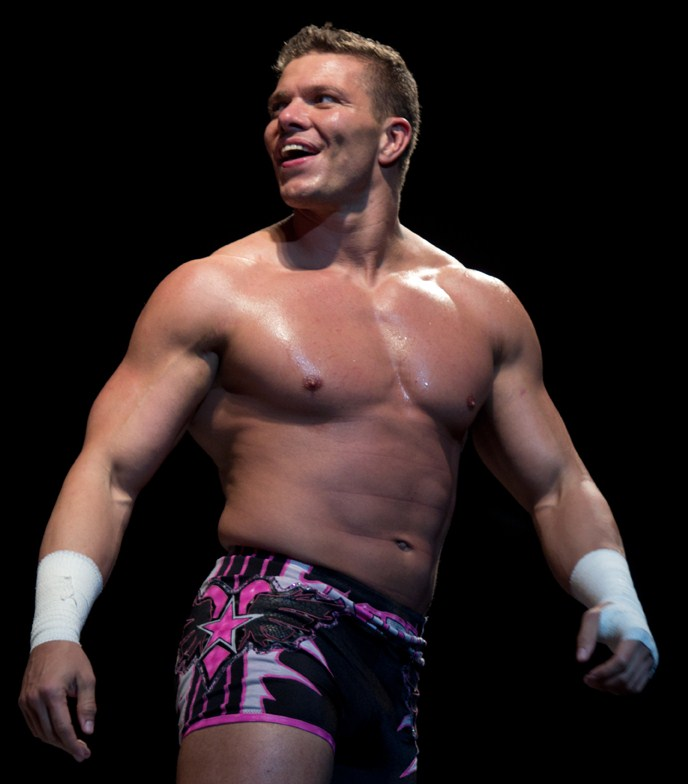
Tyson Kidd – jeden z uczestników walki wieczoru TakeOver: Fatal 4-Way.

Czasy walk na podstawie źródła:
| Nr                                                                                    | Wyniki                                                                                | Stypulacje                                 | Czas  |
| ------------------------------------------------------------------------------------- | ------------------------------------------------------------------------------------- | ------------------------------------------ | ----- |
| 1D                                                                                    | Paige pokonała Becky Lynch                                                            | Singles match                              | –     |
| 2                                                                                     | The Lucha Dragons (Kalisto i Sin Cara) pokonali The Ascension (Konnora i Viktora) (c) | Tag team match o NXT Tag Team Championship | 6:30  |
| 3                                                                                     | Baron Corbin pokonał CJ Parkera                                                       | Singles match                              | 0:29  |
| 4                                                                                     | Enzo Amore (z Colinem Cassadym) pokonał Sylvestra Leforta (z Marcusem Louisem)        | Hair vs. Hair match                        | 5:43  |
| 5                                                                                     | Bull Dempsey pokonał Mojo Rawley’ego                                                  | Singles match                              | 1:10  |
| 6                                                                                     | Charlotte (c) pokonała Bayley                                                         | Singles match o NXT Women’s Championship   | 10:42 |
| 7                                                                                     | Adrian Neville (c) pokonał Samiego Zayna, Tylera Breeze’a i Tysona Kidda              | Fatal 4-Way match o NXT Championship       | 22:16 |
| (c) – mistrz/mistrzyni przed walkąD – walka była dark matchem (nietransmitowana w TV) |                                                                                       |                                            |       |